# João Azevedo Castro
João Fernando Brum de Azevedo e Castro (24 de janeiro de 1971) é um deputado e político português. Foi deputado à Assembleia da República na XIV (2019-2022) e XV legislaturas (2022-2024) pelo Partido Socialista. Ele tem uma licenciatura em Educação Física e Desporto. Em 2024, renunciou ao mandato na Assembleia da República para tomar posse como deputado à Assembleia Legislativa Regional dos Açores, eleito pelo PS (círculo do Faial), para a XIII legislatura regional (2024-2028).
Foi Presidente da Câmara Municipal da Horta.